# ICI-190,622
ICI-190,622は、科学研究に用いられる抗不安薬である。ピラゾロピリジン誘導体であり、トラカゾレートなどの他の抗不安薬に関連し、ザレプロンとは関連が低い。ベンゾジアゼピン系薬物と似た作用を持つが、構造的に異なり、非ベンゾジアゼピン系抗不安薬に分類される。